# Alexander Rollett

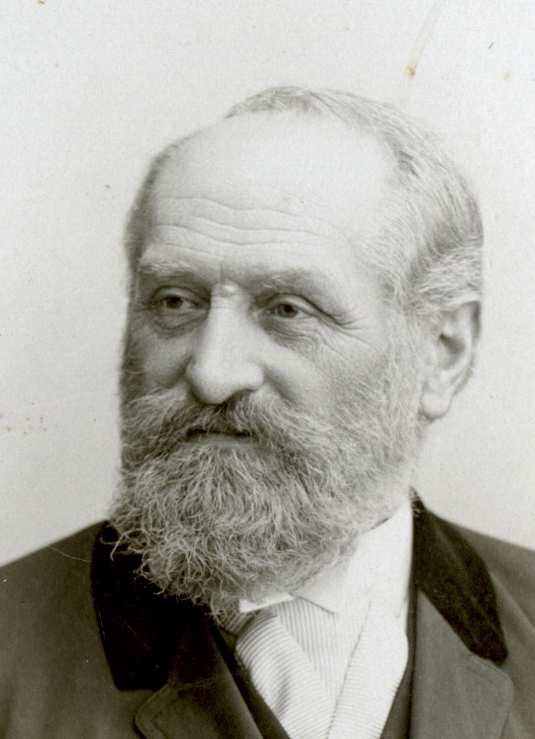
Alexander Rollett (1834–1903)

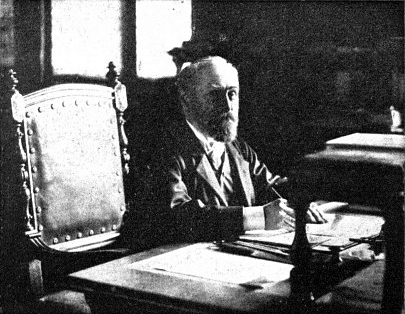
Alexander Rollett in seinem Arbeitszimmer (ohne Jahr)

Alexander Rollett (* 14. Juli 1834 in Baden bei Wien, Niederösterreich; † 1. Oktober 1903 in Graz-Geidorf) war ein österreichischer Physiologe und Histologe.

## Leben
Nach dem Besuch der Gymnasien von Wiener Neustadt bzw. Melk studierte Alexander Rollett an der Universität Wien Medizin, wobei er insbesondere von dem am Josephinum wirkenden Karl Ludwig (1816–1895) sowie von Ernst Wilhelm Brücke (1819–1892), dessen Assistent er von 1858 bis 1863 war, zum wissenschaftlichen Arbeiten angeregt wurde und wo er, seinem Interesse an der Physiologie folgend, noch während des Studiums Assistent am Institut für Physiologie war.
1863 übernahm Rollett die erste Professur für Physiologie und Histologie an der neu eingerichteten Medizinischen Fakultät der Karl-Franzens-Universität in Graz. Von 1863 war er bis zu seinem Tod auch Vorstand an dieser Fakultät. Auch war er zwischen 1872 und 1903 vier Mal Rektor der Universität Graz, zuletzt 1902. Am 4. Juni 1895 bat er in dieser Funktion in einer Festansprache Kaiser Franz Joseph I., das neu erbaute Hauptgebäude durch Legen des Schlusssteins zu eröffnen.
Rollett machte durch zahlreiche Publikationen Graz zu einem internationalen Zentrum der physiologischen Schulung und Ausbildung. 1864 wurde er Mitglied der Österreichischen Akademie der Wissenschaften, 1882 korrespondierendes Mitglied der Societas Medicorum Svecana (Stockholm) und 1892 korrespondierendes Mitglied der Königlichen Bayerischen Akademie der Wissenschaften. 1893 wurde er Präsident der steiermärkischen Ärztekammer.
Neben seinem Wirken als Lehrer betätigte sich Rollett auch politisch: er war Landtagsabgeordneter in der Steiermark und Gemeinderat in Graz sowie Mitglieder der Deutschen Volkspartei. 1903 wurde er zum Abgeordneten im Herrenhaus (Österreich) ernannt. Eine vom Grazer Gemeinderat eingesetzte Historikerkommission kam 2017 zum Schluss, dass Rollett „rüde antisemitische Töne“ in seiner politischen Kampagne als deutschnational-liberaler Politiker verwendete.
Alexander Rollett verstarb in den Morgenstunden des 1. Oktober 1903 im Hause Harrachgasse 21, Graz-Geidorf; er wurde am 3. Oktober des Jahres auf dem Zentralfriedhof Graz, Gruppe X, beigesetzt.
Unmittelbarer Nachfolger von Rollett als Institutsvorstand an der Universität Graz wurde Oskar Zoth (1864–1933).

## Familie
Rollett war Sohn von Karl Rollett (1805–1869), Stadt- und Badearzt in Baden bei Wien, Enkel von Anton Rollett (1778–1842), Bruder des Arztes und Hochschullehrers Emil Rollett (1835–1923), Neffe von Hermann Rollett (1819–1904) und, mit seiner Ehefrau Rosa, geborener Wendl, Vater von Priska, dem Prosektor Humbert (1879–1947), Erich, Edwin (1889–1964) sowie Oktavia Aigner-Rollett (1877–1959), der ersten Frau, die, 1907, in Graz als Ärztin eine Praxis eröffnete.

## Ehrungen
1928 wurde der Alexander-Rollett-Weg in Graz nach Rollett benannt.

## Schriften (Auswahl)
- Über freie Enden quergestreifter Muskelfäden im Innern der Muskeln. In: Sitzungsberichte der Kaiserlichen Akademie der Wissenschaften. Mathematisch-Naturwissenschaftliche Classe. Bd. 21, 1856, ZDB-ID 211442-2, S. 176–180 (biodiversitylibrary.org).
- als Herausgeber: Untersuchungen aus dem Institute für Physiologie und Histologie in Graz. 3 Hefte. Engelmann, Leipzig 1870–1873, ZDB-ID 553363-6 (Digitalisat Heft 1, Digitalisat Heft 2–3).
- Physiologie des Blutes und der Blutbewegung. In: Ludimar Hermann (Hrsg.): Handbuch der Physiologie. Band 4: Handbuch der Physiologie des Kreislaufs, der Athmung und der thierischen Wärme. Theil 1. Vogel, Leipzig 1880, S. 1–340 (archive.org).
- Beiträge zur Physiologie der Muskeln. In: Denkschriften der Kaiserlichen Akademie der Wissenschaften. Mathematisch-Naturwissenschaftliche Classe. Bd. 53, Abt. 1, 1887, ZDB-ID 961131-9, S. 193–256 (archive.org).
- Untersuchungen über Contraction und Doppelbrechung der quergestreiften Muskelfasern. In: Denkschriften der Kaiserlichen Akademie der Wissenschaften. Mathematisch-Naturwissenschaftliche Classe. Band 58, Abt. 1, 1891, S. 41–98 (zobodat.at [PDF]).
- Über Zweck und Freiheit des akademischen Lebens. Rede, gehalten am 6. Dezember 1894 bei der Inauguration des Rectors der Karl-Franzens-Universität in Graz. Leuschner & Lubensky, Graz 1895.
- Die wissenschaftliche Medizin und ihre Widersacher von heute. Inaugurations-Rede. In: Die feierliche Inauguration des Rektors der Grazer Universität. 1902/1903, ZDB-ID 311921-x, S. 26–47.